# Bristol Belvedere
De Bristol 192 Belvedere is een Britse tweemotorige (tandemrotor) militaire helikopter gebouwd door Bristol Aeroplane Company. Hij was ontworpen voor verscheidene taken zoals het vervoer van soldaten, bevoorrading en evacuatie. De helikopter was operationeel bij de Royal Air Force (RAF) van 1961 tot 1969.

## Ontwerp en ontwikkeling
De Bristol Type 192 Belvedere was de uiteindelijke opvolger van de Type 173, een helikopter met 13 zitplaatsen. Bristol was begin jaren vijftig met de ontwikkeling hiervan gestart en in april 1956 kreeg het orders voor drie exemplaren van het Type 191 voor de Britse en Canadese marine. Deze orders werden korte tijd later geschrapt, maar de in aanbouw zijnde toestellen konden worden afgemaakt als Type 192 helikopters.
De eerste prototypes van de Belverdere waren voorzien van houten rotorbladen, een volledig manueel controlesysteem en een onderstel met vier wielen. De klapdeuren waren vervangen door schuifdeuren en de capaciteit werd vergroot tot 18 soldaten. Als vliegende ambulance kon het toestel 12 liggende en twee zittende gewonden meenemen en een hospik. Het vijfde prototype werd voorzien van metalen rotorbladen en instrumenten voor nachtvluchten. De twee rotors werden gesynchroniseerd door een aandrijfas zodat, in geval van nood, het toestel verder operationeel kon blijven met één motor. In totaal werden er 26 exemplaren besteld door de RAF.
Een versie voor de civiele markt, Type 192C, met 24 zitplaatsen werd ontwikkeld. Bristol slaagde er niet in voor deze versie klanten te vinden.
Het toestel had last van metaalmoeheid en na 1600 vlieguur was het einde van de levensduur bereikt. Na acht jaar werden de toestellen in maart 1969 uit dienst gesteld.

## De helikopter in het museum te Manchester
Het toestel op de foto bovenaan deze pagina is opgesteld in het Museum of Science and Industry in Manchester. Deze helikopter crashte tweemaal zwaar in 1961 tijdens testvluchten en werd hersteld in 1964. In 1968 kreeg het zijn definitieve bestemming als museumexemplaar.

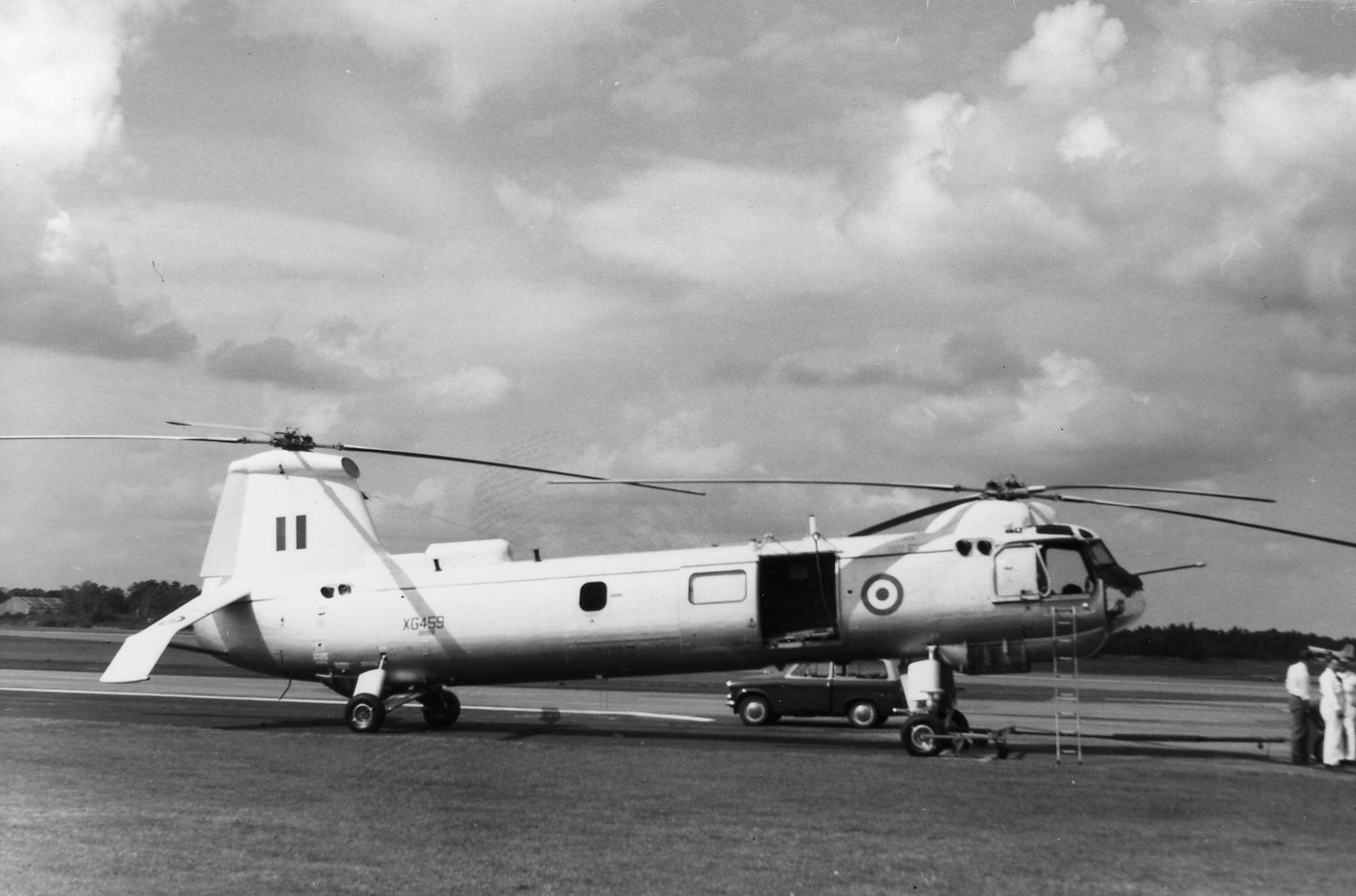
Bristol Belvedere te Farnborough in 1961